# 平克佛洛伊德合鼓蝦
平克佛洛伊德合鼓蝦（学名：Synalpheus pinkfloydi）是一種槍蝦科合鼓蝦屬的蝦，其發現於2017年公佈，並因其突出的「亮粉紅色的螯」而以著名搖滾樂隊平克·弗洛伊德命名。其螯相擊時的聲響可達210分貝，足以殺死附近小魚。
其標準樣本在巴拿馬灣的珍珠群島採集，是史密森熱帶研究院所進行有關「甲殼類形態學及發展的比較及實驗性」研究計劃的一部份，目前分別藏於聖保羅大學動物學博物館以及牛津大學自然史博物館。
此出現於東太平洋的蝦種，與西大西洋的安的列斯合鼓蝦有親緣關係，並在COX-1基因有10.2%的排序分化。
公佈發現這種蝦的論文，借用了品種的名稱，說「由於缺乏合適環境生活，它不太會出現在月之暗面」。